# Université Al Zahra
Pour les articles homonymes, voir Zahra.
L'université Al Zahra (persan : دانِشگاهِ اَلزَهرا) est une université publique située en Iran. Fondée en 1964, elle est une université multidisciplinaire réservée aux femmes. 
Elle est l'une des universités iraniennes qui sont membres de l’Agence universitaire de la Francophonie (AUF). L'un des deux campus de l'université se situe à Téhéran et l'autre à Ourmia au nord-ouest du pays.